# 小川町セレナーデ
『小川町セレナーデ』（おがわちょうセレナーデ）は、2014年に公開された日本の映画。2017年には『아빠는 나의 여신』のタイトルで韓国で公開された。

## 概要
監督・脚本を担当した原桂之介は、この作品で監督デビューを果たし、本作で新藤兼人賞・銀賞を受賞。
ほとんどのロケは神奈川県川崎市で行われ、「かわさき街おこしシネマプロジェクト」の設立に市民から製作費の約30%に当たる約2000万円の協賛金が集まった。主な舞台となった「スナック小夜子」は川崎区内の空き店舗が活用され、地元の工務店が内装工事を担当したり、市民の130名がエキストラ登録するなど、さまざまなバックアップを受けて制作された映画である。

## あらすじ
とある町にある「スナック小夜子」には、常連客が寂れた雰囲気に惹かれて今夜もやってくる。「スナック小夜子」を開いたのは、真奈美がシングルマザーとして娘の小夜子を育てるためだった。
20年前、オカマのショーパブで舞台スタッフをしていた真奈美は、スター・ダンサーであるエンジェルと仕事仲間として友情を分かち合っていたが、エンジェルがタイへ出発する前夜、酔っぱらってしまったふたりは、いつのまにか男女の関係を持ってしまう。その結果小夜子が生まれたが、真奈美は小夜子の父親のことを知らせることはなかったため、エンジェルが父親であることを知らず成長する。
数年後、いくつかの恋に破れ実家にもどってきた小夜子は、「スナック小夜子」が借金だらけで閉店しなければならないことを知る。隣町で大人気のオカマバー「シャープ」をまねて、ホステスの亮子と二人でオカマになりすまし「スナック小夜子」を偽のオカマバーとして再起をかけようと画策する。しかしながら、その計画を真奈美に猛反対された小夜子は真奈美の昔の友人である、オカマのエンジェルに力を貸してほしいとお願いする。
数日後、エンジェルはミラーボールとともに「スナック小夜子」にやってくる。エンジェルの厳しい指導のもと、小夜子と亮子は偽のオカマダンサー特訓を重ね、大変身を遂げる。毎夜多くの客が足を運び、偽オカマバー作戦は大成功するが…。

## キャスト
- 真奈美（スナック小夜子のママ） - 須藤理彩
- 小夜子（真奈美の娘） - 藤本泉（幼少期：濱田ここね、土屋希乃）
- オカマのエンジェル - 安田顕
- ホステス・亮子 - 小林きな子
- 髙橋洋
- 阿部進之介
- いか八朗
- 大浦龍宇一
- 金山一彦
- 大杉漣（特別出演）
- 大滝富次郎 ‐ 菅登未男

## 作品の評価

### 受賞
- 第19回新藤兼人賞[3]
  - 銀賞（原桂之介）
- 第10回おおさかシネマフェスティバル[5][6]
  - 新人女優賞（藤本泉、『アオハライド』と合わせて）
- 第70回 2016年毎日映画コンクールかわさきシネマアワード[7]
- 第7回 沖縄国際映画祭 招待上映[8]
- Seoul International PRIDE Film Festival 2014 招待上映[9]